# Roland Alberg
Roland Romario Alberg (Hoorn, 6 augustus 1990) is een Nederlands-Surinaams voormalig voetballer die als middenvelder speelde.

## Carrière
De rechtsbenige aanvallende middenvelder doorliep de jeugdopleiding bij VV De Blokkers, HVV Hollandia en AZ. Hij debuteerde op 5 augustus 2011 voor Excelsior als basisspeler in de thuiswedstrijd tegen Feyenoord. Hij werd in de 90ste minuut vervangen door Mick van Buren. Op 21 januari 2012 maakte hij zijn eerste doelpunt in het betaald voetbal in de wedstrijd tegen NAC Breda.
In januari 2013 maakte hij de overstap naar Elazığspor uit Turkije, om vervolgens op 2 september 2013 weer terug te keren op de Nederlandse velden bij ADO Den Haag.
Hij verruilde in 2018 CSKA Sofia voor Panionios. Daar werd zijn contract eind januari 2019 ontbonden.
Hij tekende in juli 2019 een contract tot medio 2021 bij Roda JC Kerkrade, dat hem transfervrij inlijfde. In januari 2021 gaat Alberg op huurbasis naar het Indiase Hyderabad FC.
in augustus 2021 ging Alberg terug naar Nederland waar hij voor twee jaar tekende bij MVV Maastricht. Daarna beëindigde hij zijn voetballoopbaan.

## Clubstatistieken[3]
| Seizoen   | Club               | Land             | Competitie          | Duels | Goals |
| --------- | ------------------ | ---------------- | ------------------- | ----- | ----- |
| 2010/11   | AZ                 | Nederland        | Eredivisie          | 0     | 0     |
| 2011/12   | Excelsior          | Nederland        | Eredivisie          | 34    | 6     |
| 2012/13   | Excelsior          | Nederland        | Eerste divisie      | 18    | 5     |
| 2012/13   | Elazığspor         | Turkije          | Süper Lig           | 2     | 0     |
| 2013/14   | Elazığspor         | Turkije          | Süper Lig           | 1     | 0     |
| 2013/14   | ADO Den Haag       | Nederland        | Eredivisie          | 26    | 7     |
| 2014/15   | ADO Den Haag       | Nederland        | Eredivisie          | 32    | 8     |
| 2015/16   | ADO Den Haag       | Nederland        | Eredivisie          | 13    | 1     |
| 2016      | Philadelphia Union | Verenigde Staten | MLS                 | 28    | 9     |
| 2017      | Philadelphia Union | Verenigde Staten | MLS                 | 24    | 7     |
| 2018      | CSKA Sofia         | Bulgarije        | Parva Liga          | 11    | 4     |
| 2018/2019 | Panionios          | Griekenland      | Super League        | 3     | 1     |
| 2019/2020 | Roda JC            | Nederland        | Eerste divisie      | 24    | 9     |
| 2020/2021 | Roda JC            | Nederland        | Eerste divisie      | 15    | 8     |
| 2020/2021 | Hyderabad FC       | India            | Indian Super League | 8     | 1     |
| Totaal    | Totaal             | Totaal           | Totaal              | 239   | 66    |